# Öpir

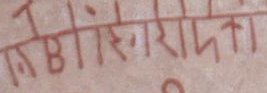
Detalle de la firma de Öpir en la piedra rúnica U 1072.

Öpir (también Öper, nórdico antiguo: ØpiR/Œpir, que significa «chillón») fue un maestro grabador de runas (erilaz) activo durante la segunda mitad del siglo XI y principios del XII en Uppland, Suecia
A diferencia de otras regiones de Europa durante la Alta Edad Media, muchos escandinavos probablemente sabían leer y escribir, bien sobre hueso o madera. Öpir es conocido por su trabajo en estilo Urnes. El estilo Urnes es la última fase de los estilos de zoomórfica decoración vikinga que se desarrolló durante la segunda parte del siglo XI y el comienzo del siglo XII.

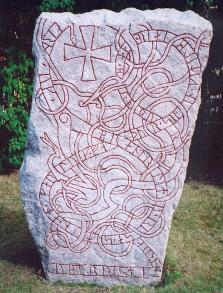
Piedra rúnica U Fv1976;107 supuestamente de Öpir.

Parece ser que durante el siglo XI, surgieron grandes maestros erilaz y, en consecuencia, con ellos sus aprendices. En algunos ejemplos aparece grabado el nombre del maestro y a continuación se suma el nombre del aprendir que colaboró. En este contexto Öpir estaba asociado con Visäte. Aparece firmando aproximadamente unas cincuenta piedras rúnicas y existen otro medio centenar posiblemente de su autoría. Su trabajo es evidente en el sur y este de Uppland, pero han aparecido obras suyas en Gästrikland y Södermanland.
Una característica de su obra es la presencia de una serpiente solitaria en forma de 8. Su estilo también está caracterizado por una elegancia y precisión en las complejas intervoluciones de las serpientes rúnicas.
Öpir fue probablemente un alias para firmar sus obras. En la U 485 en Marma, aparece su nombre completo: OfæigR ØpiR.

## Estilo
El nórdico antiguo de Öpir es peculiar por la ausencia del fonema h que parece ausente de su idioma y sin normalizar donde debería estar. También se le reconoce por añadir la runa , en futhark joven para el mencionado fonema h donde en principio no debería usarse. Algunos ejemplos de ese uso son las palabras: huaru (varu), hustr/huastr (austr or vestr), hut (ut) y Huikiar (nombre personal Vigæir). La pérdida del fonema inicial h antes de la vocal y su uso al principio de las palabras, aparece como dialecto típico del Roslagen (al este de Uppland), donde Öpir se encontraba más activo. No obstante, recientes investigaciones le presentan como un detallista y firme caligrafista con muy pocos errores gramaticales. Por otro lado, basándose en interpretaciones de sus conocimientos lingüisitcos, las diferentes formas de grabar su nombre han despertado la hipótesis que hubo dos erilaz llamados Öpir.

## Piedras firmadas
Pese a la duda de que hubo dos Öpir, las siguientes 46 inscripciones se atribuyen a Öpir: Sö 308 en Vid Järnavägen, U 23 en Hilleshögs, U 36 en Svartsjö Djurgård, U 104 en Eds, U 118 en Älvsunda, la hoy perdida U 122 en Järva Krog, U 142 en Fällbro, la hoy perdida U 168 en Björkeby, U 179 en Riala, U 181 en Össeby-Garn, U 210 en Åsta, U 229 en Gällsta, la hoy perdida U 262 en Fresta, U 279 en Skälby, U 287 y U 288 en Vik, U 307 en Ekeby, la hoy perdida U 315 en Harg, U 462 en Prästgården, U 485 en Marma, U 489 en Morby, U 541 y U 544 en Husby-Lyhundra, la hoy perdida U 565 en Ekeby Skog, U 566 en Vällingsö, U 687 en Sjusta, U 880 en Skogstibble, U 893 en Högby, U 898 en Norby, U 922. La hoy perdida U 926 en la Catedral de Upsala, Piedra rúnica de Vaksala U 961 en Vaksala, U 970 en Bolsta, U 973 en Gränby, la hoy perdida U 984 en Ekeby, U 993 en Brunnby, U 1034 en Tensta, U 1063 en Källslätt, U 1072 en Bälinge, U 1100 en Sundbro, U 1106 en Äskelunda, U 1159 en Skensta, U 1177 en Hässelby, U Fv1948;168 en Alsike, U Fv1976;107 en la Catedral de Upsala, y la hoy perdida Gs 4 en Hedesunda. Rundata suma tres más: U 896 en Håga y U 940 en Upsala, ambas indican que Öpir "preparó las runas," y U 1022 en Storvreta. Se ha sugerido que las tres corresponden a los inicios de la carrera de Öpir.
Otra inscripción que aparece en Rundata, Sö 11 en Gryts, parece que está firmado por una segunda persona llamada Öpir.

## Galería

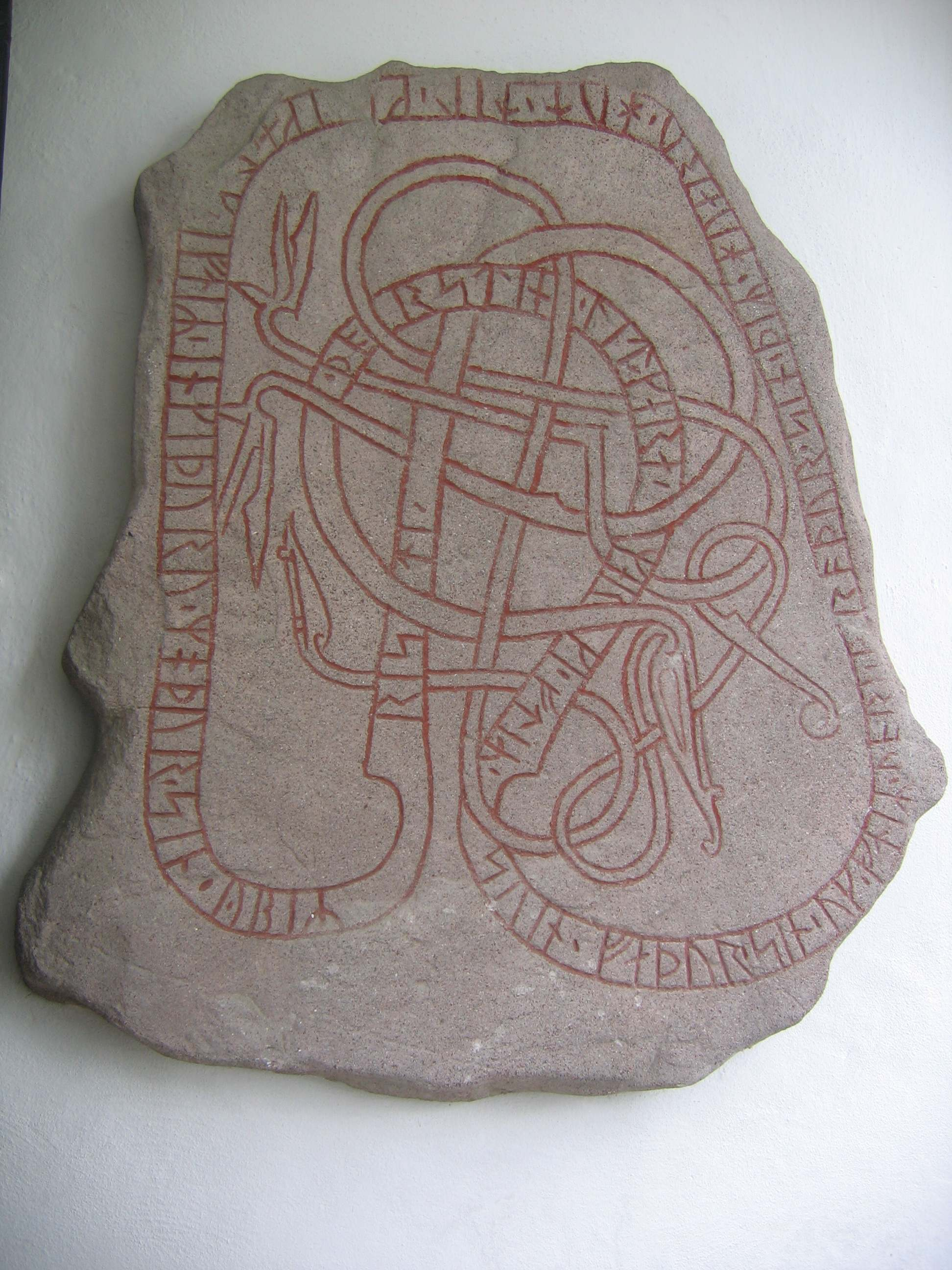
Copia de Piedra rúnica sobre Grecia U 104
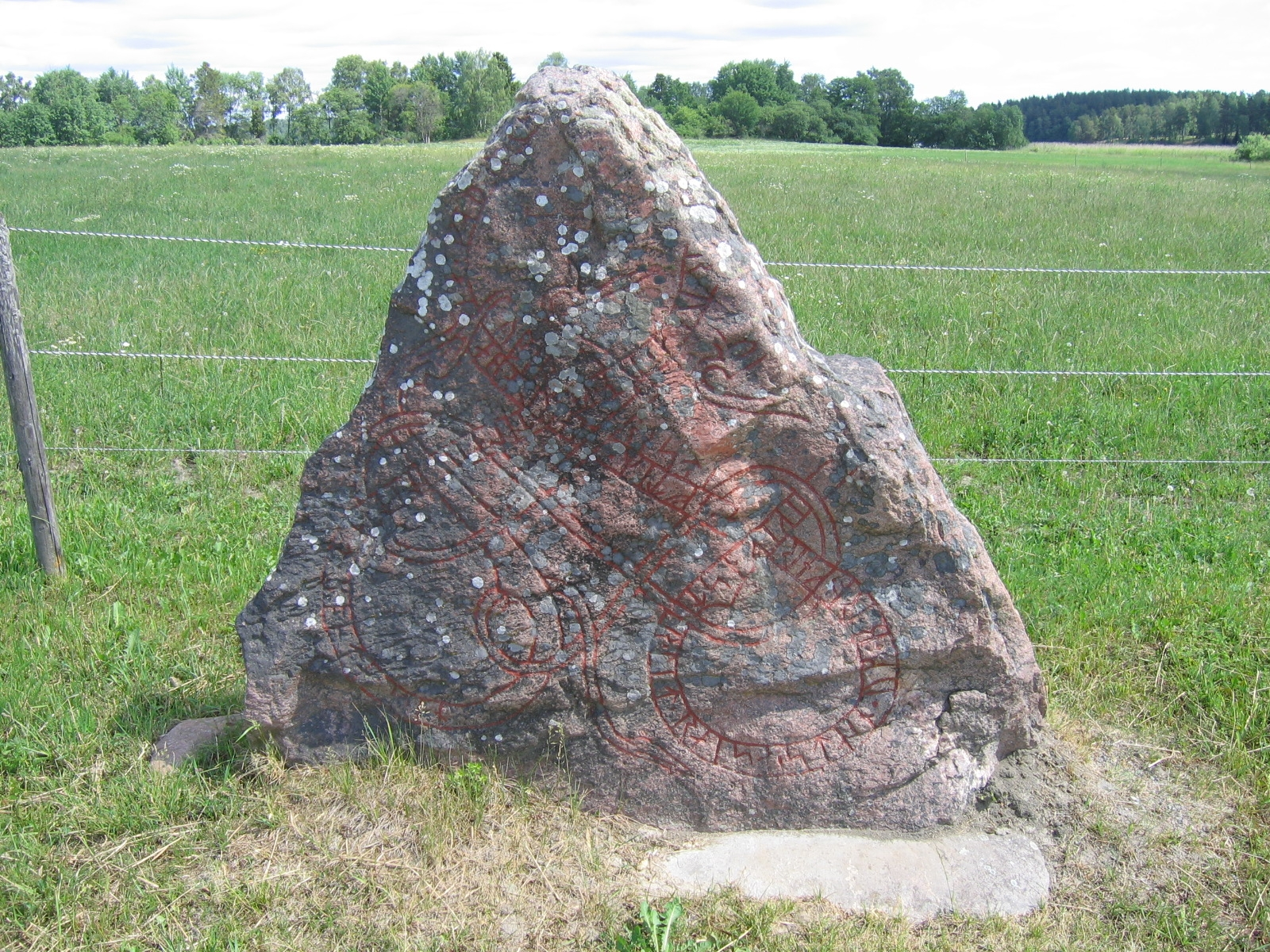
Piedra de Jarlabanke U 142, firmada por Öpir.
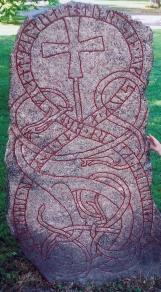
U 489, firmada por Öpir.
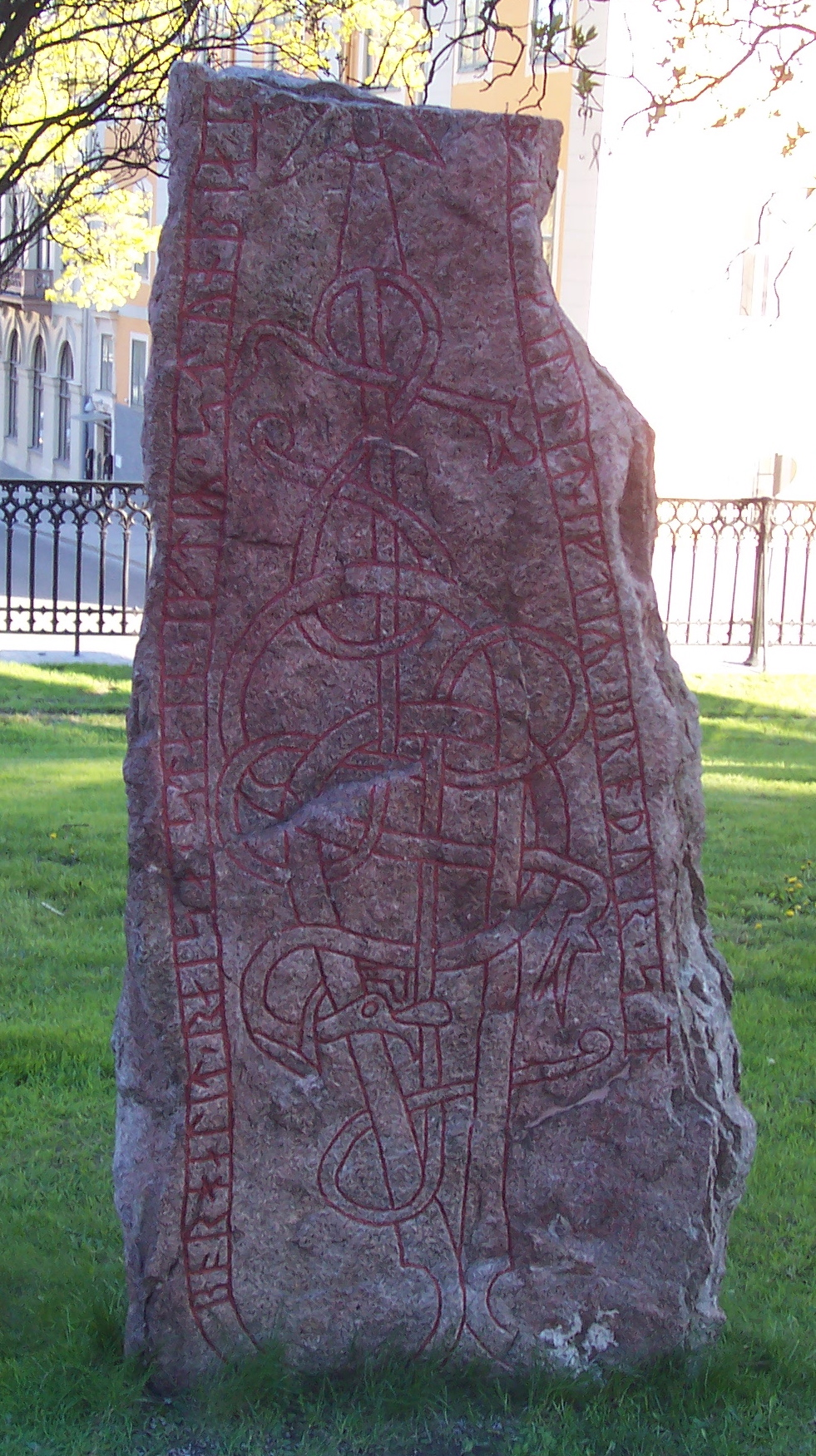
U 933, atribuida a Öpir.
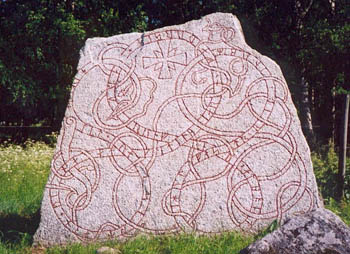
Piedra rúnica de Vaksala (U 961), firmada por Öpir.
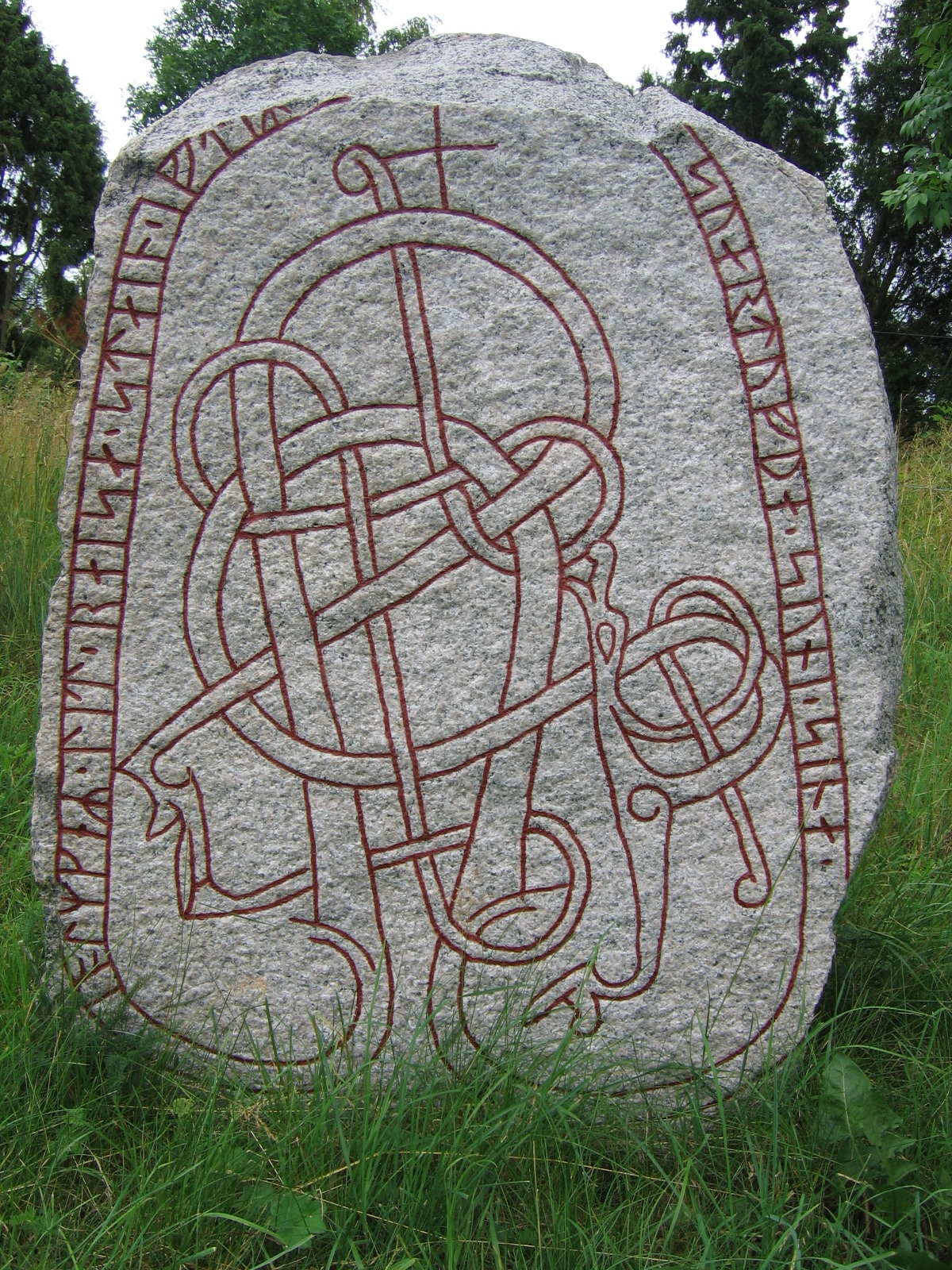
U 1014, atribuida a Öpir.